# Paramount Vantage
Paramount Vantage è stata una casa di produzione e distribuzione cinematografica, sussidiaria di Paramount Pictures. La società produceva, acquistava, distribuiva e vendeva film considerati film d'essai. Del marchio Paramount Vantage faceva parte la Paramount Classics specializzata nell'acquisto e distribuzione di film stranieri e documentari.
Paramount Vantage ha co-prodotto assieme a Miramax Films due pluripremiati film, Non è un paese per vecchi e Il petroliere, entrambi candidati come miglior film ai Premi Oscar 2008.

## Film prodotti dalla Paramount Classics
- Il giardino delle vergini suicide (The Virgin Suicides, 1999)
- Conta su di me (You Can Count on Me, 2000)
- Northfork (2003)
- Mean Creek (2004)
- L'uomo senza sonno (The Machinist, 2004)
- Mad Hot Ballroom (2005)
- Hustle & Flow - Il colore della musica (Hustle & Flow, 2005)
- Chiedi alla polvere (Ask the Dust, 2006)
- Una scomoda verità (An Inconvenient Truth, 2006)
- Arctic Tale (2007)
- Il cacciatore di aquiloni (The Kite Runner, 2007)

## Film prodotti dalla Paramount Vantage
- Babel (2006)
- Black Snake Moan (2007)
- Non è un paese per vecchi (No Country for Old Men, 2007)
- Year of the Dog (2007)
- A Mighty Heart - Un cuore grande (A Mighty Heart, 2007)
- Rolling Stones - Shine a Light (Shine a Light, 2007)
- Into the Wild - Nelle terre selvagge (Into the Wild, 2007)
- Il matrimonio di mia sorella (Margot at the Wedding, 2007)
- Al ritmo del ballo (How She Move, 2007)
- Il petroliere (There Will Be Blood, 2008)
- Star System - Se non ci sei non esisti (2008)
- The Eye (2008)
- The Foot Fist Way (2008)
- Carriers - Contagio letale (2009)
- Not Fade Away, regia di David Chase (2012)